# Balabansko, Loveci
Balabansko (în bulgară Балабанско) este un sat în comuna Troian, regiunea Loveci,  Bulgaria. 

## Demografie
Componența etnică a satului Balabansko
     Bulgari (95,31%)
     Turci (3,9%)
     Nicio identificare (0,78%)
     Altele (0%)
La recensământul din 2011, populația satului Balabansko era de 128 locuitori. Din punct de vedere etnic, majoritatea locuitorilor (95,31%) erau bulgari, cu o minoritate de turci (3,9%). Pentru 0,78% din locuitori nu este cunoscută apartenența etnică.